# Synagoga Mizrachi w Będzinie

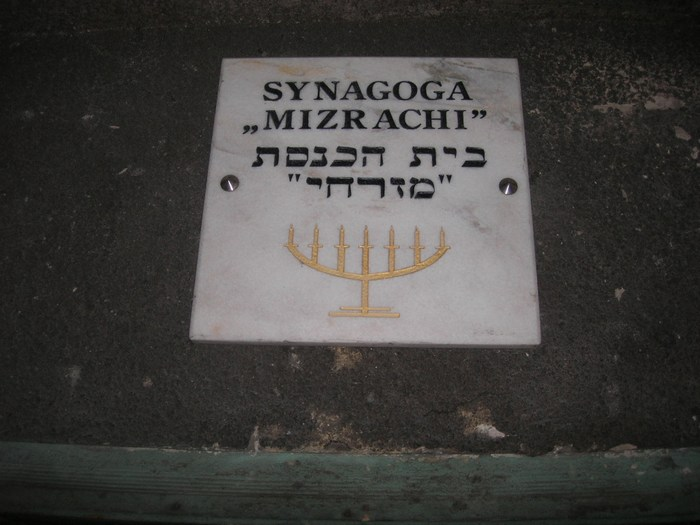
Tablica nad wejściem

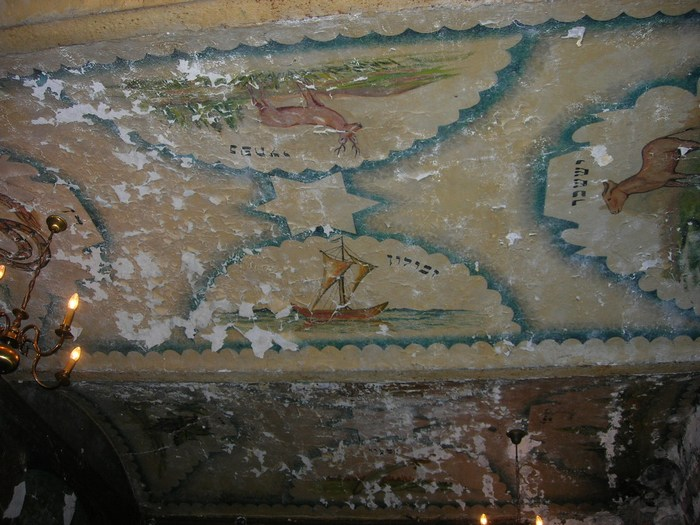
Polichromowany sufit

Synagoga Mizrachi w Będzinie (z hebr. Wschodni) – publiczny dom modlitwy z XIX wieku w Będzinie w podziemiach kamienicy przy ulicy Potockiego 3, którego dekoracja malarska została wpisana do rejestru zabytków ruchomych województwa śląskiego. 

## Historia
Synagoga została założona na pod koniec XIX wieku z inicjatywy i funduszy bogatego kupca Jakuba Chila Winera. Synagoga najprawdopodobniej jako jedyna w Będzinie przetrwała czasy II wojny światowej bez żadnych zniszczeń i uszkodzeń. Od czasów zakończenia wojny główna sala modlitewna została podzielona ścianką na dwa odrębne pomieszczenia, w których znajdował się skład węgla oraz rupieciarnia.
Przez wiele lat synagoga pozostawała zapomniana, a jej lokalizacja nie była znana. W 2003 r. podczas spotkania Adama Szydłowskiego, prezesa Zagłębiowskiego Centrum Kultury Żydowskiej, z Menachemem Liwerem, jego żoną i rodziną, dowiedziano się o istnieniu synagogi przy ulicy Potockiego 3. Istnienie domu modlitwy miało potwierdzać miejsce po mezuzie na framudze drzwi. W 2004 r. Szlomo Gołdowski podczas wizyty na dziedzińcu kamienicy gdzie znajduje się synagoga wspomniał, że będąc dzieckiem bawił się na podwórku kamienicy Winera, gdy jego ojciec modlił się za pewnymi drzwiami. Nie udało ich się jednak otworzyć, ze względu na nieobecność właścicielki.
Dopiero 6 lipca 2004 r. Adamowi Szydłowskiemu oraz pozostałym członkom Zagłębiowskiego Centrum Kultury Żydowskiej udało się wejść do synagogi. Natychmiast przystąpiono do jej porządkowanoa: usunięto węgiel, wyburzono ściankę dzielącą salę modlitewną, zabezpieczono malowidła oraz usunięto trzydziestocentymetrową warstwę ziemi, w której znaleziono pozostałości kafli kominka. Na ścianie wschodniej znajduje się zamurowana wnęka po drewnianym aron ha-kodesz.
Wewnątrz głównej sali modlitewnej zachowały się malowidła i freski będzińskiego malarza Altka Winera. Przedstawiają one grób Absaloma, uliczkę Jaffe, grób Racheli, motywy roślinne oraz znajdujące się w medalionach: menora, chanukija, balsaminka oraz świeca hawdalowa.
Na stropie podzielonym na trzy kolebki, które przedstawiają po cztery z każdej strony, czyli Dwanaście Plemion Izraela. W centralnej części znajduje się gwiazda Dawida. Synagoga jest jedną z siedmiu w Polsce, w której zachował się pełny cykl znaków zodiaku. Polichromie są zgodne z ideą syjonizmu. Napisy w języku jidysz wykonali najprawdopodobniej dwaj nieznani malarze.
W 2006 r. dzięki funduszom władz miasta odnowiono bramę wejściową. W 2007 r. synagoga została zamknięta ponieważ z sufitu zaczęła odpadać polichromia. Dekoracja malarska w sali męskiej synagogi Mizrachi została wpisana do rejestru zabytków ruchomych województwa śląskiego 12 sierpnia 2008 roku (nr rej. B 129/08).
Po trwającym pięć lat remoncie konserwatorskim, który kosztował ponad 120 tys. zł, synagoga została otwarta z początkiem 2012 r. Odrestaurowano polichromie i zabezpieczono obiekt przed wilgocią.

## Galeria

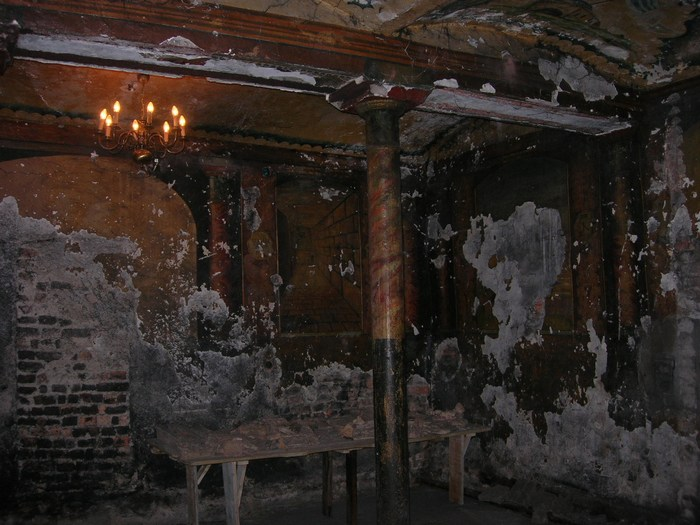
Polichromie
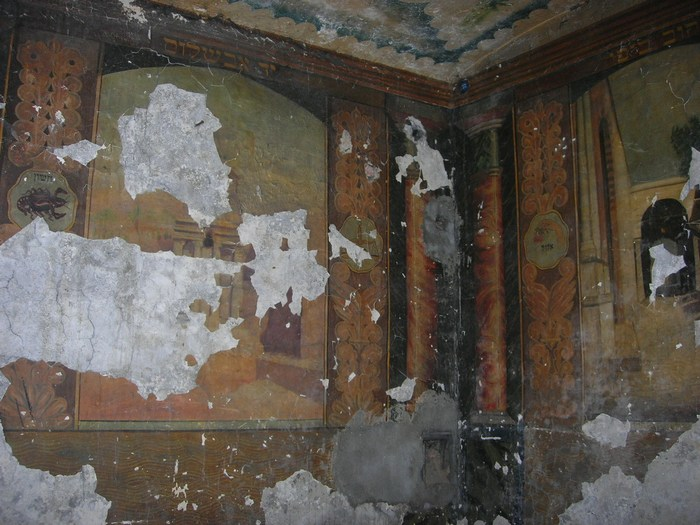
Polichromie
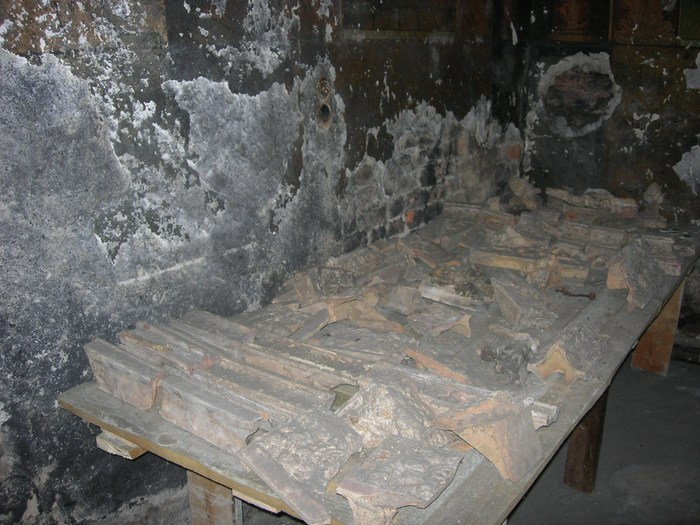
Eksponaty
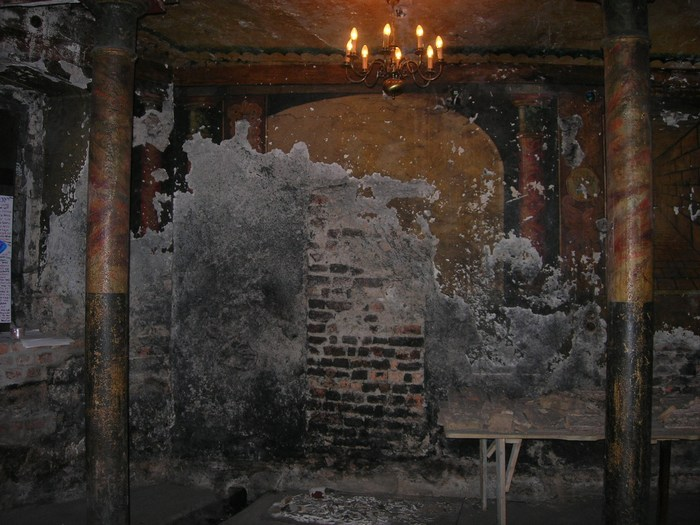
Polichromie
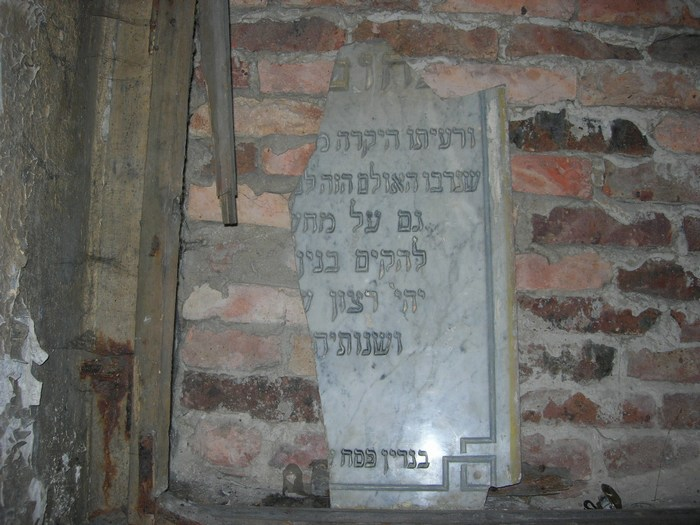
Tablica
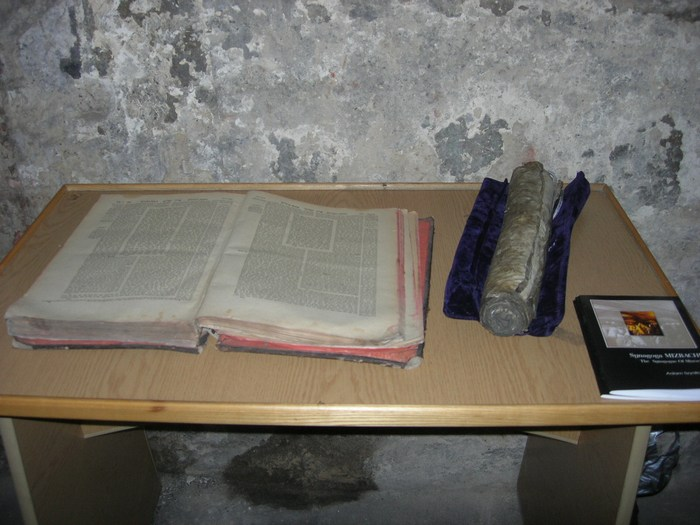
Eksponaty
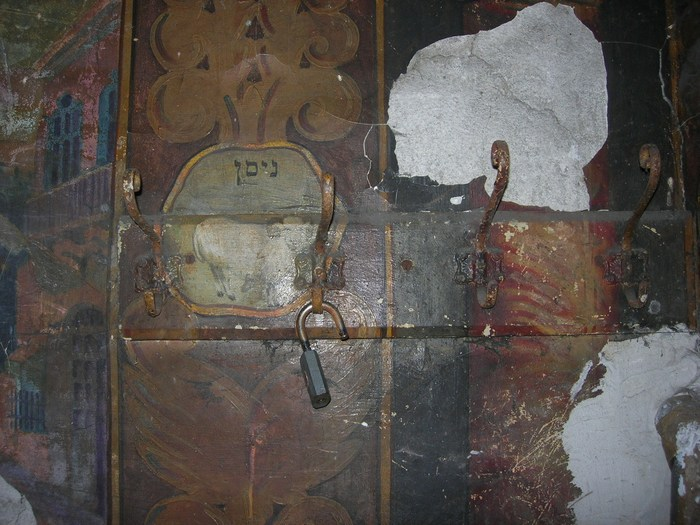
Wieszaki
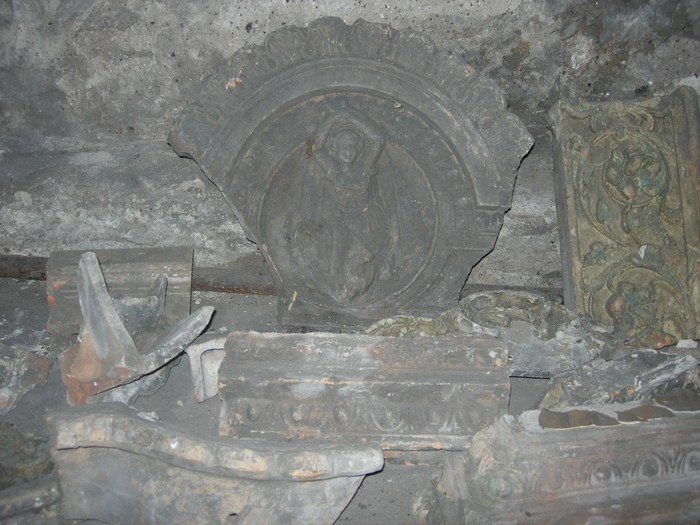
Eksponaty